# Marga Meusel
Marga Meusel, née le 26 mai 1897 à Falkenberg, arrondissement de Falkenberg-en-Haute-Silésie et morte le 16 mai 1953 à Berlin, est une travailleuse sociale, infirmière et enseignante allemande. Son parcours professionnel diversifié, avec les formations qui lui sont liées, est exemplaire pour une femme de son époque.
Membre de l'église confessante, elle n'a de cesse de l'alerter sur les dangers du nazisme et d'appeler à un réel engagement. Elle condamne ouvertement cette église pour son incapacité à dépasser ses intérêts institutionnels et son inhabilité à dépasser le cadre limité des juifs convertis, les « chrétiens non-Aryens ».
Marga Meusel est honorée du titre de Juste parmi les nations à titre posthume, en 2005.

## Biographie

### Formations et carrière professionnelle
Margarete Meusel, appelée Marga, est née le 26 mai 1897 à Falkenberg en Haute Silésie. Elle est l'aînée des quatre enfants de Paul Meusel, secrétaire de tribunal et Margarete Lämmert,.
Elle fréquente l'école élémentaire de Kattowitz à partir de 1903 et, à partir de 1908, l'école pratique de l'école de formation des enseignants protestants à Münsterberg. À partir de 1911, elle travaille pendant quelques années au domicile familial,.
De 1916 à 1918, elle travaille comme greffière au tribunal de district de Wołów. Après la Première Guerre mondiale, les hommes revenant à la vie civile, elle est licenciée et travaille alors dans un cabinet d'avocats. Marga Meusel complète sa formation d'enseignante en passant un examen complémentaire à Breslau en 1920, suit une formation d'infirmière et passe l'examen en 1921. La même année, elle prend la direction du foyer pour enfants de Michelsdorf/Riesengebirge jusqu'à la fermeture de l'établissement en raison de difficultés financières.

Marga Meusel remplace temporairement l'assistante sociale du district de Soest en 1922 et suit un cours spécial à l'école sociale des femmes de Breslau. Elle travaille également dans le secteur de la petite enfance dans une centre social de district à Rothkretschau. En 1923, elle réussit l'examen pour devenir infirmière sociale spécialisée dans les soins de santé. Elle est ensuite assistante sociale de district à Wohlau et à partir de 1929 à Soldin.

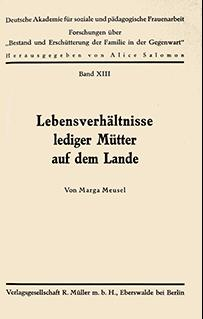
Une étude réalisée par Marga Meusel pour le compte de l'Académie des femmes.

De 1927 à la fin 1928, Marga Meusel étudie à l'Académie allemande pour le travail social et pédagogique des femmes (de) à Berlin-Schöneberg, dans le cours de deuxième année pour travailleurs sociaux sous la direction d'Alice Salomon. Là elle rencontre des pionnières du travail social, comme Hilde Lion, Marie Baum, Charlotte Dietrich (de) et Charlotte Friedländer,.
De 1929 à 1931, elle travaille comme assistante sociale de district à Soldin/Neumark, où elle milite pour la création de jardins d'enfants ruraux afin de lutter contre « la négligence […] parmi les enfants d'âge scolaire et préscolaire »,.
En 1930, elle retourne à l'Académie allemande pour le travail social et pédagogique des femmes, pour obtenir une qualification supplémentaire qui lui donne la reconnaissance de l'État en tant que travailleuse pour la jeunesse. Elle participe au programme de recherche de l'Académie, Bestand und Erschütterung der Familie in der Gegenwart (Existence et rupture de la famille contemporaine), auquel elle se consacre avec une approche résolument féminine de la recherche et de l'élaboration des politiques culturelles et sociales,.
En 1933, Marga Meusel publie une enquête Lebensverhältnisse lediger Mütter auf dem Lande, sur les conditions de vie des mères célibataires à la campagne. En combinant sa vision chrétienne du monde avec des exigences socio-politiques modernes, elle développe des approches réalistes et concrètes.

### Le nazisme et la résistance
D'août 1932 jusqu'à sa mort en mai 1953, Marga Meusel dirige le Bureau d'aide sociale du district évangélique de Zehlendorf. Son supérieur est Martin Niemöller, qui préside à temps partiel le comité administratif du bureau d'aide sociale du district évangélique. Marga Meusel assure des consultations au cours desquelles elle conseille et soutient des personnes en détresse sociale, parmi lesquelles figurent à partir de 1933, avec l'arrivée au pouvoir des nazis, de plus en plus de personnes persécutées en raison de leur supposée race.
Marga Meusel, protestante convaincue, rejette le national-socialisme et son idéologie raciale dès le départ. Elle est témoin des souffrances qu'il provoque : dans son entourage immédiat, les interdictions professionnelles frappent son cousin Frederik J. Forell (de), ses professeures de l'Académie, Alice Salomon et Hilde Lion et son amie Charlotte Friedenthal (1892-1973).
Marga Meusel s'adresse à de nombreuses reprises à des responsables de l'église confessante pour les alerter sur des questions liées au national-socialisme et ses lois. Elle ne reçoit que peu de soutien. Ainsi, avec Charlotte Friedenthal, désormais licenciée en raison de sa judaïté, elles souhaitent créer un centre de conseil pour les chrétiens d'origine juive mais, si Martin Albertz (de) les soutient, Friedrich von Bodelschwingh, directeur des institutions de Bethel à Bielefeld, se déclare débordé,,…

« Que vont devenir les âmes de ces enfants et qu'en est-il d'un peuple qui tolère de tels martyrs d'enfants ? [...] Pourquoi faut-il toujours se laisser dire par les chrétiens non ariens qu'ils se sentent abandonnés par les églises et l'œcuménisme. Qu'ils sont aidés par le peuple juif et les organisations d'aide juives mais pas par leur église. »

Comme Elisabeth Schmitz l'avait fait en 1933, Marga Meusel essaie de persuader le pasteur Friedrich von Bodelwickelh, chef des institutions diaconales de Bethel, d'aider les Juifs persécutés. En 1934, elle adresse une lettre à Friedrich von Bodelschwingh, pour exprimer son inquiétude devant la loi du 14 juillet 1933, sur la stérilisation forcée, qui dit-elle entraîne les chrétiens dans des conflits moraux. Elle ne pourra jamais rencontrer un responsable de l'église, malgré ses efforts. Dans un article daté de 1935, elle interroge encore : « Y a-t-il « une vie indigne d'être vécue » devant Dieu ? ».
Marga Meusel, commence alors à engager, discrètement, des travailleurs sociaux juifs qui ne sont plus autorisés à travailler dans le secteur public comme stagiaires ou bénévoles de 1933 à 1936.
Après le début de la Seconde Guerre mondiale, elle décline son élection au conseil consultatif du Bureau Grüber (de) en avril 1940, craignant des difficultés avec le comité administratif du bureau d'aide sociale si elle acceptait ce poste.
Dès le début des déportations en 1941, Marga Meusel trouve des hébergements sûrs pour les femmes menacées de déportation vers les camps d'extermination et leur procure des vêtements et autres produits de première nécessité.
En mars 1943, Marga Meusel est dénoncée pour des déclarations critiques à l'égard du régime. Cependant, le surintendant Max Diestel (de) réussit à convaincre le dénonciateur de se rétracter.

### Après la guerre
Après la guerre, Marga Meusel reste longtemps silencieuse au sujet de l'ère nazie. Elle est profondément déçue par le cours de l'église dans l'après-guerre. Le 18 août 1948, elle écrit à Martin Niemöller : « Comparé à aujourd'hui, c'était une époque vraiment merveilleuse où nous pouvions faire notre travail sous le Troisième Reich sans être gênés par le siège de l'église, malgré toutes les difficultés et toute la peur. ».
Dès mai 1945, face aux besoins considérables, elle reprend le travail et vient en aide aux réfugiés,
Cependant, en raison des efforts déployés à l'époque du national-socialisme, Marga Meusel est physiquement et mentalement épuisée et malade. Elle ne se sent plus à la hauteur de la tâche et cherche en vain un autre emploi,. Elle meurt d'un accident vasculaire cérébral dans une clinique de Berlin-Nikolassee.
Si Walter Strauss, chrétien d'origine juive et résistant, rend hommage à son courage dès 1946 : « Par sa volonté inconditionnelle d'agir et son courage sans se soucier de sa sécurité personnelle, Madame Meusel a guidé le travail dans son agence de district pendant la guerre dans des directions qui étaient inhabituelles ... Grâce à son aide, un certain nombre de personnes ont été sauvées de la mort. ».
Après sa mort, elle tombe dans l'oubli pour de nombreuses années.

## Hommages

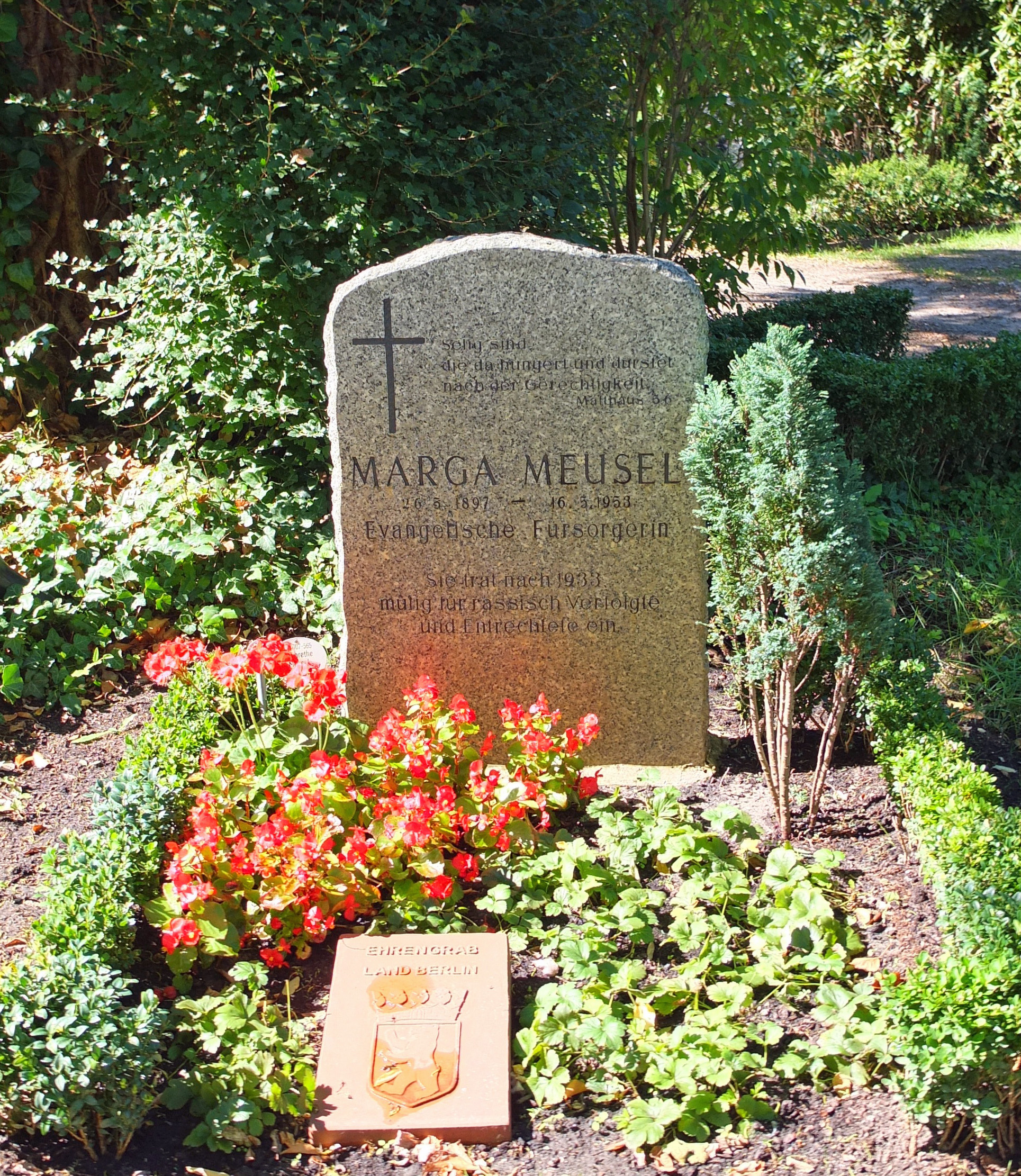
Tombe de Marga Meusel au cimetière de Zehlendorf.

Marga Meusel repose dans une tombe d'honneur au cimetière de Zehlendorf à Berlin. Sa pierre tombale porte l'inscription : « Après 1933, elle a courageusement défendu les persécutés racialement et les privés de leurs droits ».
Le 27 novembre 2005, Marga Meusel est honorée à titre posthume par Yad Vashem du titre de Juste parmi les Nations pour son engagement désintéressé envers les personnes persécutées racialement. Son nom figure dans le jardin d'honneur.
Le 30 août 2011, un espace vert à Berlin-Zehlendorf est baptisé Place Marga Meusel (Marga-Meusel-Platz). Sur son ancien lieu de travail à Teltower Damm 4, le Land de Berlin a apposé une plaque commémorative en son honneur. À Datteln, la Marga-Meusel-Strasse porte son nom. La salle paroissiale de la paroisse évangélique de Weiterstadt, près de Darmstadt, porte également son nom.

## Publications (sélection)
- (de) « Turnkursus im Jugendhof Hassitz », Soziale Berufsarbeit,‎ 1992
- (de) Lebensverhältnisse lediger Mütter auf dem Lande, Eberswalde, 1933
- (de) « Georg Müller. Ein Vater der Waisen », Christliche Kinderpflege,‎ 1936